# Mare de Déu de Roca-sança
La Mare de Déu de Roca-sança o Santa Maria de Roca-sança és una obra del municipi de Guardiola de Berguedà (Berguedà) inclosa en l'Inventari del Patrimoni Arquitectònic de Catalunya.L'església de Santa Maria de Roca-sança és l'església de l'antic hospital i casa d'hostatge d'aquest nom, situada al peu de l'antic camí de Gréixer i Coll de Jou que anava a Bagà. L'hospital és documentat des del 1279 i l'església, des del s. XIII, quan era regida per un rector amb alguns servents que captaven per l'església i s'encarregaven dels malalts i dels vianants. Ja al s. XIV en tingueren cura els donants i ermitans del lloc.
Petita església d'una sola nau coberta amb volta de canó lleugerament apuntada que arrenca d'un mur molt baix, fet que fa que l'edifici sigui força robust. La nau hi l'absis estan units per l'arc triomfal adovellat; l'absis és semicircular obert a llevant de l'església i amb una finestra a la zona central. La porta d'entrada és a migjorn, molt reformada en diverses campanyes de restauració. Adossada a la casa de Roca-sança, l'exterior és tapat per les construccions de la masia.